# Adela Smajic
Adela Smajic (* 1. März 1993 in Neuchâtel) ist eine Schweizer Moderatorin und Reality-TV-Teilnehmerin. 2018 war sie Protagonistin bei Die Bachelorette auf 3 Plus TV.

## Leben
Adela Smajic hat eine serbische Mutter und einen bosnischen Vater, den ehemaligen Super-League-Fussballprofi und bosnisch-herzegowinischen Fussballnationalspieler Admir Smajić. Sie hat zwei Schwestern und wuchs in Basel auf.
Smajic studierte Medienwissenschaften und Soziologie an der Universität Basel. Daneben begann sie, für den regionalen Fernsehsender Telebasel zu arbeiten. Grössere Bekanntheit erlangte sie 2018, als sie als Schweizer Bachelorette auf 3 Plus zu sehen war. 
Seit Januar 2017 arbeitet sie als Moderatorin und Wetterfee für Telebasel. Sie ist eine der Moderatorinnen und Produzentinnen des wochentäglichen, vorabendlichen People- und Lifestyle-Magazins Glam des Senders. Seit 2020 lädt sie in der Rubrik Bi dr Adela Dehei wöchentlich Gäste zu sich ein. 2020 war Smajic Teilnehmerin der achten Staffel von Promi Big Brother auf Sat.1 und erreichte den elften Platz.

## Moderationen
- seit 2017: Glam (Telebasel)
- seit 2017: Telebasel Wetter (innerhalb der News) (Telebasel)
- 2018–2019: INSIDE-Destinationen (TeleZüri)[12][13]

## Weitere TV-Auftritte
- 2018: Die Bachelorette (3 Plus TV)
- 2018: TalkTäglich (TeleZüri)[14] (19. Juni)
- 2020: Promi Big Brother (Sat.1)
- 2020: Promi Big Brother – Die Late Night Show (sixx)
- 2020: Helvetia (SRF, Staffel 3, Folge 2)[2] (28. August)[15]
- 2023: Bachelor in Paradies[16]